# 페이탈 뷰티
《페이탈 뷰티》(영어: Fatal Beauty)는 미국과 일본에서 제작된 톰 홀랜드 감독의 1987년 액션 코미디 범죄 스릴러 영화이다. 우피 골드버그, 샘 엘리엇 등이 출연하였다.

## 출연
- 우피 골드버그
- 샘 엘리엇
- 루벤 블라데스
- 해리스 율린
- 존 P. 라이언
- 제니퍼 워런
- 브래드 도리프
- 마이크 졸리
- 찰스 핼러핸
- M.C. 게이니
- 제임스 러그로
- 설레스트 야낼
- 마크 펠러그리노
- 에브 로 스미스
- 월터 로블스
- 래리 행킨
- 버니 헌
- 치치 매린
- 데이비드 해리스
- 마이클 디로렌조
- 프린스 휴스
- 대럴 길보

## 기타 제작진
- 협력 제작: 아트 셰이퍼
- 배역: 샤론 비알리, 리처드 퍼가노
- 미술: 제임스 윌리엄 뉴포트
- 의상: 애기 거라드 로저스